# Holzhauser Straße (métro de Berlin)
Holzhauser Straße est une station de la ligne 6 du métro de Berlin, dans le quartier de Tegel.

## Histoire
La station ouvre le 31 mai 1958. 
La station dispose d'une plate-forme centrale entièrement couvert.
En 2016, des travaux sont prévus pour rendre la station accessible aux personnes handicapées.

## Correspondances
La station de métro est en correspondance avec des stations d'omnibus de la Berliner Verkehrsbetriebe : X33, 133 et N33.